# (24748) Nernst
(24748) Nernst est un astéroïde de la ceinture principale.

## Description
(24748) Nernst est un astéroïde de la ceinture principale. Il fut découvert le 26 septembre 1992 à Tautenburg par Freimut Börngen et Lutz Dieter Schmadel. Il présente une orbite caractérisée par un demi-grand axe de 3,00 UA, une excentricité de 0,11 et une inclinaison de 6,3° par rapport à l'écliptique.

## Compléments